# Ichneumon winkleyi
Ichneumon winkleyi är en stekelart som först beskrevs av Henry Lorenz Viereck 1917.  Ichneumon winkleyi ingår i släktet Ichneumon och familjen brokparasitsteklar. Inga underarter finns listade i Catalogue of Life.